# Neophasia terlooii
Neophasia terlooii är en fjärilsart som beskrevs av Hans Hermann Behr 1869. Neophasia terlooii ingår i släktet Neophasia och familjen vitfjärilar. Inga underarter finns listade i Catalogue of Life.